# Grand Prix Formule 1 van Canada 1984
De Grand Prix Formule 1 van Canada 1984 werd verreden op 17 juni in Montreal. Het was de zevende race van het seizoen.

## Uitslag
| Positie | Nummer | Rijder             | Team              | Ronden | Tijd/Opgave       | Startplaats | Punten |
| ------- | ------ | ------------------ | ----------------- | ------ | ----------------- | ----------- | ------ |
| 1       | 1      | Nelson Piquet      | Brabham-BMW       | 70     | 1:46:23.748       | 1           | 9      |
| 2       | 8      | Niki Lauda         | McLaren-TAG       | 70     | + 2.612           | 8           | 6      |
| 3       | 7      | Alain Prost        | McLaren-TAG       | 70     | + 1:28.032        | 2           | 4      |
| 4       | 11     | Elio de Angelis    | Lotus-Renault     | 69     | + 1 Ronde         | 3           | 3      |
| 5       | 28     | René Arnoux        | Ferrari           | 68     | + 2 Rondes        | 5           | 2      |
| 6       | 12     | Nigel Mansell      | Lotus-Renault     | 68     | + 2 Rondes        | 7           | 1      |
| 7       | 19     | Ayrton Senna       | Toleman-Hart      | 68     | + 2 Rondes        | 9           |        |
| 8       | 14     | Manfred Winkelhock | ATS-BMW           | 68     | + 2 Rondes        | 12          |        |
| 9       | 20     | Johnny Cecotto     | Toleman-Hart      | 68     | + 2 Rondes        | 20          |        |
| 10      | 9      | Philippe Alliot    | RAM-Hart          | 65     | + 5 Rondes        | 26          |        |
| 11      | 23     | Eddie Cheever      | Alfa Romeo        | 63     | Geen benzine      | 11          |        |
| DQ      | 3      | Martin Brundle     | Tyrrell-Ford      | 68     | Gediskwalificeerd | 21          |        |
| NF      | 17     | Marc Surer         | Arrows-Ford       | 59     | Motor             | 23          |        |
| NF      | 16     | Derek Warwick      | Renault           | 57     | Chassis           | 4           |        |
| NC      | 21     | Huub Rothengatter  | Spirit-Hart       | 56     | Niet geklasseerd  | 24          |        |
| DQ      | 4      | Stefan Bellof      | Tyrrell-Ford      | 52     | Gediskwalificeerd | 22          |        |
| NF      | 26     | Andrea de Cesaris  | Ligier-Renault    | 40     | Remmen            | 10          |        |
| NF      | 2      | Corrado Fabi       | Brabham-BMW       | 39     | Turbo             | 16          |        |
| NF      | 18     | Thierry Boutsen    | Arrows-BMW        | 38     | Motor             | 18          |        |
| NF      | 22     | Riccardo Patrese   | Alfa Romeo        | 37     | Ongeluk           | 14          |        |
| NF      | 6      | Keke Rosberg       | Williams-Honda    | 32     | Benzinesysteem    | 15          |        |
| NF      | 5      | Jacques Laffite    | Williams-Honda    | 31     | Turbo             | 17          |        |
| NF      | 10     | Mike Thackwell     | RAM-Hart          | 29     | Turbo             | 25          |        |
| NF      | 24     | Piercarlo Ghinzani | Osella-Alfa Romeo | 11     | Versnellingsbak   | 19          |        |
| NF      | 27     | Michele Alboreto   | Ferrari           | 10     | Motor             | 6           |        |
| NF      | 25     | Francois Hesnault  | Ligier-Renault    | 7      | Turbo             | 13          |        |

## Statistieken
| Pole-position | Nelson Piquet | Brabham-BMW | 1:25.442 |
| Snelste ronde | Nelson Piquet | Brabham-BMW | 1:28.763 |

## Noot
- Dit was het debuut van de Nederlandse coureur Huub Rothengatter.

1967 · 1968 · 1969 · 1970 · 1971 · 1972 · 1973 · 1974 · 1976 · 1977 · 1978 · 1979 · 1980 · 1981 · 1982 · 1983 · 1984 · 1985 · 1986 · 1988 · 1989 · 1990 · 1991 · 1992 · 1993 · 1994 · 1995 · 1996 · 1997 · 1998 · 1999 · 2000 · 2001 · 2002 · 2003 · 2004 · 2005 · 2006 · 2007 · 2008 · 2010 · 2011 · 2012 · 2013 · 2014 · 2015 · 2016 · 2017 · 2018 · 2019 · 2022 · 2023 · 2024 · 2025 · 2026 · 2027 · 2028 · 2029